# Алея старих лип (пам'ятка природи)
Але́я стари́х лип — ботанічна пам'ятка природи місцевого значення в Україні. Об'єкт природно-заповідного фонду Хмельницької області.
Розташована в межах Миролюбненської сільської громади Хмельницького району Хмельницької області, при північно-західній околиці села Самчинці.
Площа 0,7 га. Статус присвоєно згідно з розпорядженням облвиконкому від 11.06.1970 року № 156. Перебуває у віданні Самчинецька сільська рада.
Статус присвоєно для збереження алеї вікових лип. Довжина алеї 1,1 км.